# Hans Zauch
Hans Zauch (Zaug, Zauken), död 1666, var en stuckatör, troligen av tysk härkomst.
Zauch var verksam som stuckatör i Nordtyskland och Sverige. Han omtalas första gången som stuckatör vid det palats som efter ritningar av Nils Israel Eosander uppfördes i början av 1660-talet för Carl Gustaf Wrangel i Stralsund. Nils Eosander var fortifikationsofficer och verkade även som arkitekt i Stralsund, både för fältherren Carl Gustaf Wrangel med dennes numera försvunna stadspalats samt en rad andra byggnader i staden. I Narva kan han knytas till Poortens palats. Hans Zauch  kom till Sverige tillsammans med stuckatören Giovanni Anthoni 1663 för att utföra stuckarbeten på det Wrangelska palatset i Stockholm.  
När arbetet var klart fortsatte han med stuckarbeten på Skoklosters slott där han och Anthtoni utförde sirliga arbeten i matsalen, nuvarande Kungssalen. Figurscenerna som omges av kraftigt profilerade lister och ramverk är utförda i påfallande hög relief med i takets centrum när hjälten Jason som häller gift i drakens öga för att komma åt det Gyllene skinnet Kring mittmotivet syns de fyra världsdelarna Asien, Amerika, Afrika och Europa. Till Zauch attribueras även blomsterdekorationerna i Kungssalens bröstpanel. När stuckatörerna Zauch och Anthoni blivit kända från arbetena vid Skoklosters slott fick de båda uppdrag att förse Stora salen på Djursholms slott med stucktak.  
Vid Riddarholmsbygget presenterade Zauch och Anthoni ett förslag att förse taken med bilder av fåglar, men det förkastades av Nicodemus Tessin d.ä. som gav dem ett kopparstick som förlaga till utsmyckningen. 1664 övergick Zauch och Anthoni i Magnus Gabriel De la Gardies tjänst.

## Bilder från Kungssalen i Skoklosters slott
Några bilder från stuckaturtaket i Kungssalen i Skoklosters slott, andra våningen, som Hans Zauch utförde åren 1663-1664. I sidofälten ses symboler för världsdelarna.

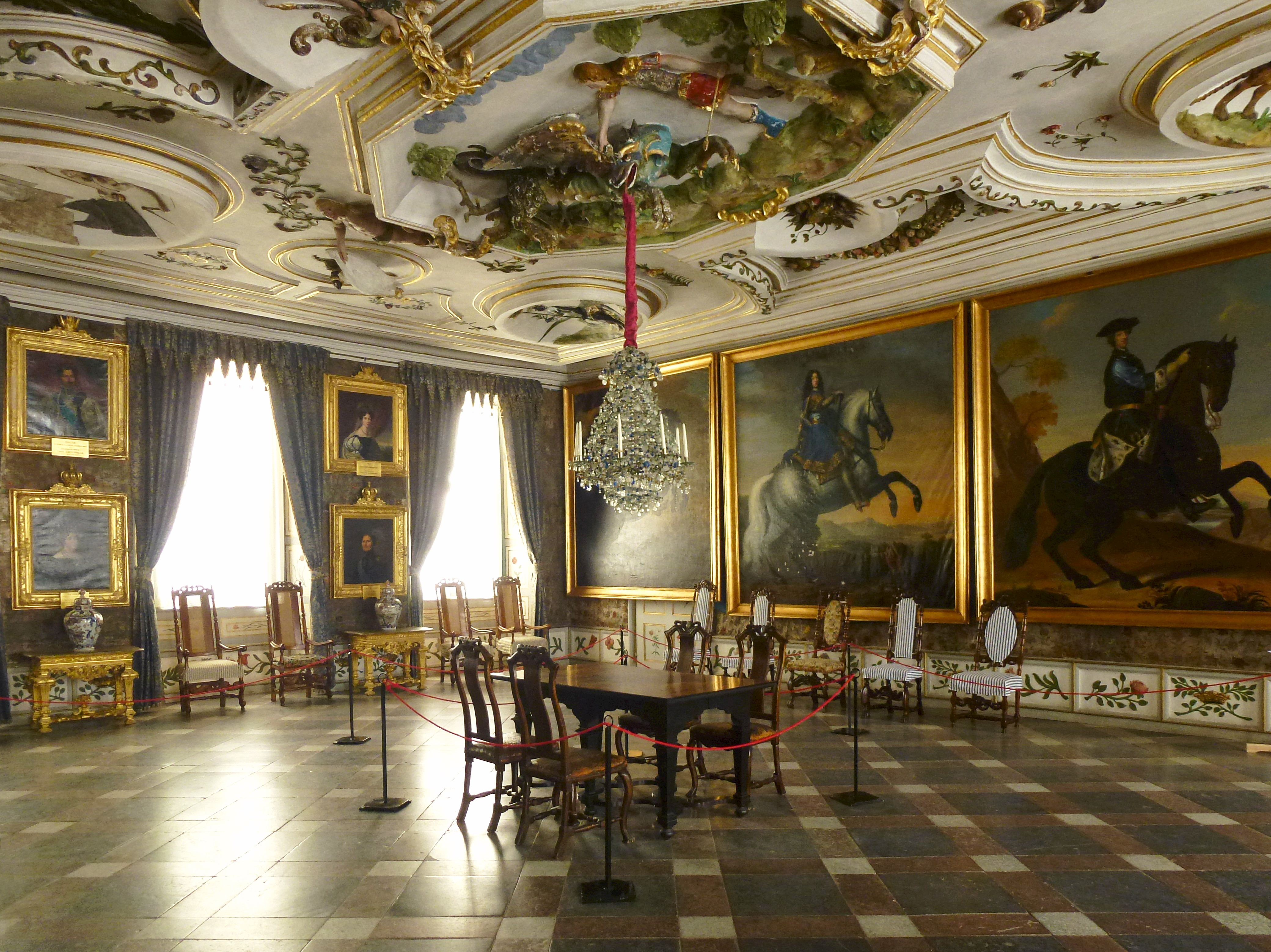
Stuckaturtaket i Kungssalen på andra våningen (1663-1664).
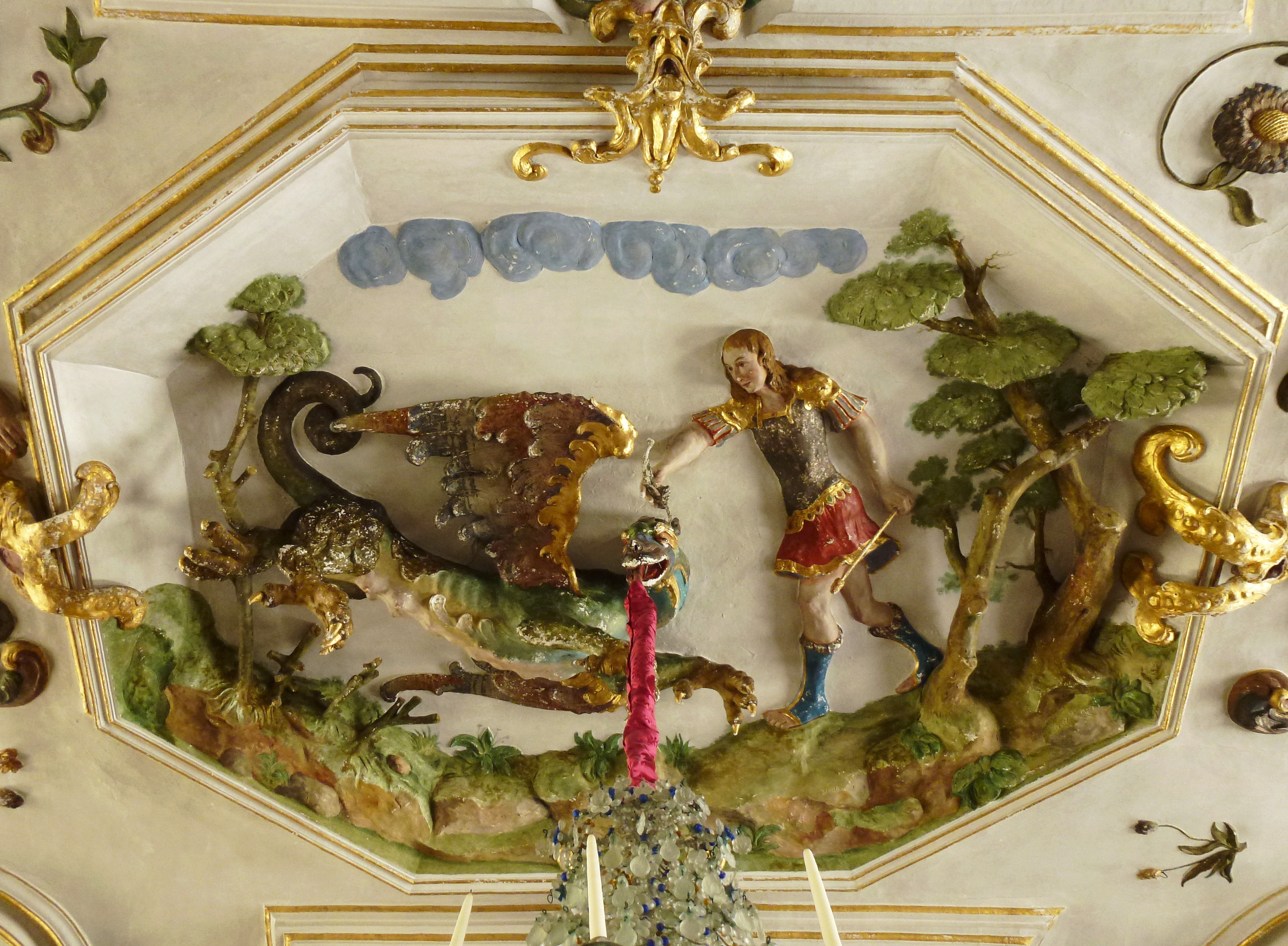
Takrosetten i mitten med motivet "Hjälten Jason häller gift i drakens öga".
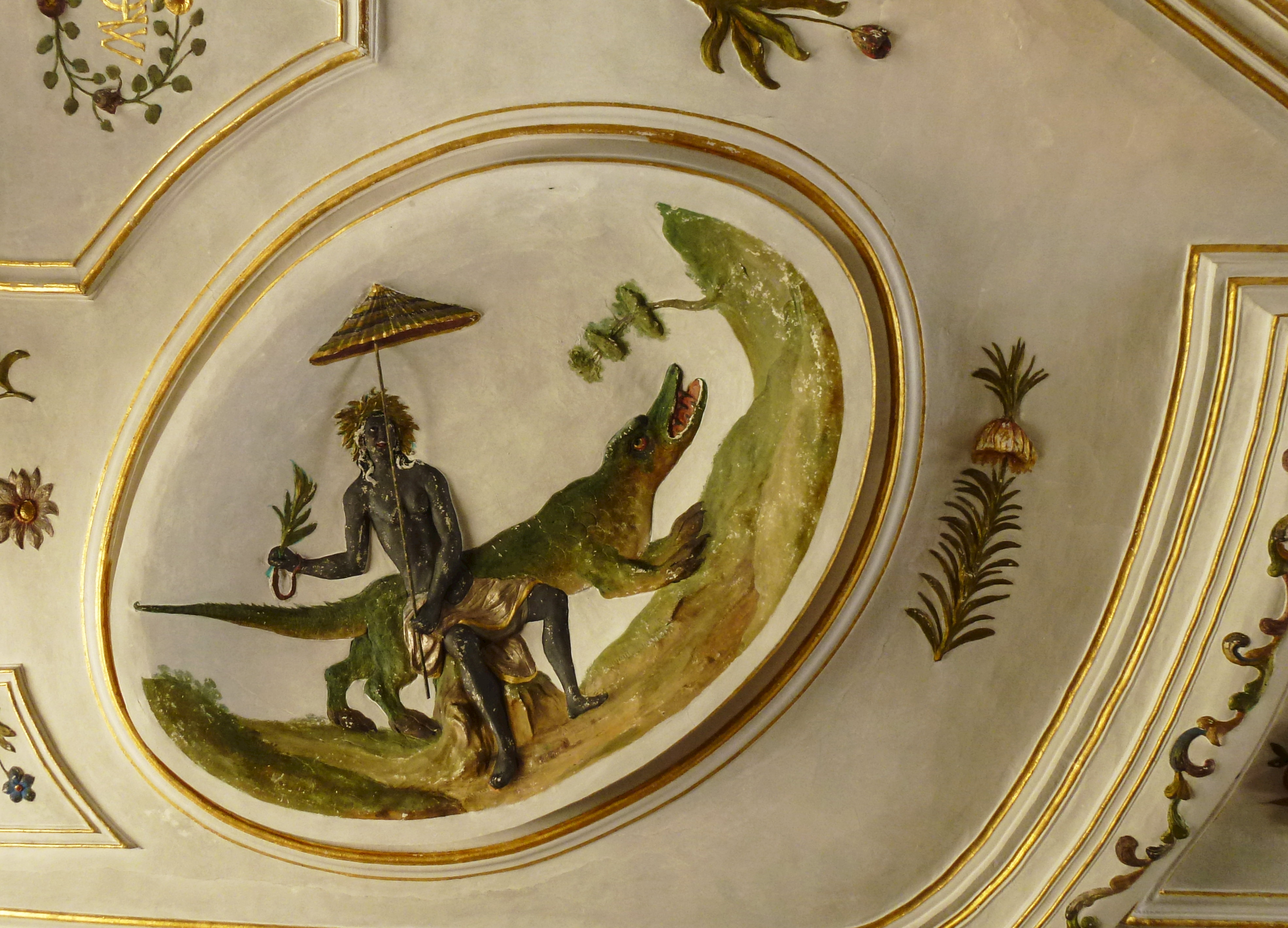
Stuckaturtaket, sidofält med motivet "Fyra världsdelar: Afrika". I sidofälten ses symboler för världsdelarna, som man då kände till. Denna bild visar "Afrika".
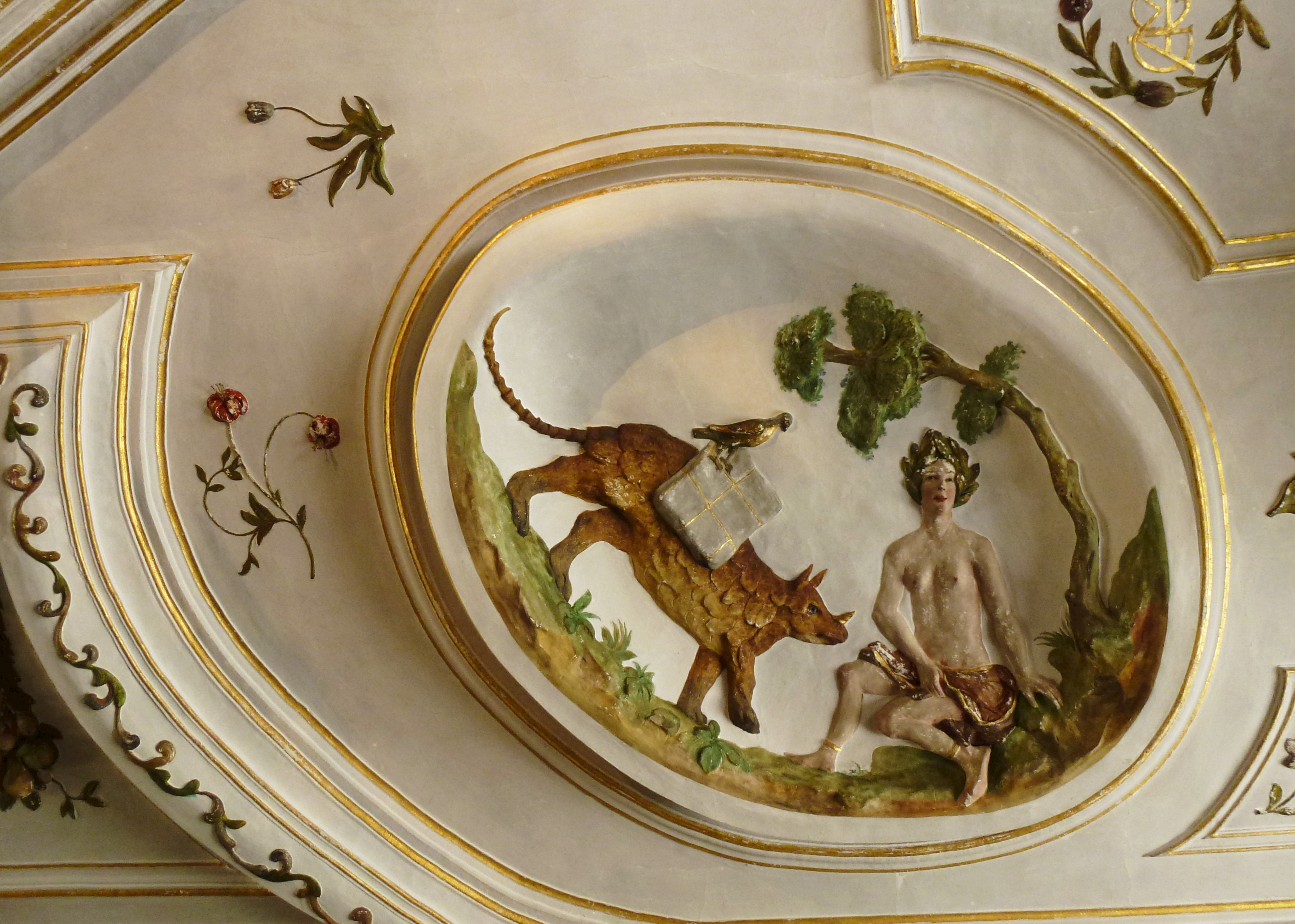
Stuckaturtaket, sidofält med motivet "Fyra världsdelar: Amerika". I sidofälten ses symboler för världsdelarna, som man då kände till. Denna bild visar "Amerika".